# Saint-Étienne-de-Versillat
Ancienne commune et paroisse de la Creuse, la commune de Saint-Étienne-de-Versillat a été supprimée en 1825. Son territoire fut partagé entre les communes de Saint-Agnant-de-Versillat et Saint-Germain-Beaupré.